# Наджаф (област)
Наджаф е една от 18-те административни области в Ирак. Покрива площ от 28 824 км2 а населението ѝ, по оценка от юли 2018 г. е 1 471 592 души. Административният ѝ център е едноименният град Наджаф.